# 下羅阿塔鄉
44°25′N 25°33′E / 44.417°N 25.550°E
下羅阿塔鄉（羅馬尼亞語：Comuna Roata de Jos, Giurgiu），是羅馬尼亞的鄉份，位於該國南部，由久爾久縣負責管轄，面積83平方公里，海拔高度100米，2007年人口8,215，人口密度每平方公里99人。